# Pamacris diversipennis
Pamacris diversipennis är en insektsart som beskrevs av Willy Adolf Theodor Ramme 1929. Pamacris diversipennis ingår i släktet Pamacris och familjen gräshoppor. Inga underarter finns listade i Catalogue of Life.